# Simon Albert
Simon Albert (Makó, 1926. augusztus 18. – Budapest, 2000. február 17.) karmester, zenetudós és zenepedagógus.

## Életpályája
A 20. század második felének egyedülállóan nagy hatású muzsikusa, aki a zene, a közös muzsikálás lényegét tanította növendékeinek. 1947-ben a budapesti Zeneakadémia zeneszerzés tanszakára nyert felvételt Viski Jánoshoz, ezzel egy időben vezényelt és ütőhangszeresként játszott a Vegyipari Szakszervezet zenekarában, amelynek hamarosan vezető karmestere lett. Az ütőkön kívül több más hangszeren is játszott, így gordonkán, fuvolán, kürtön, zongorán. 1948-tól a Zeneakadémia karmesterképző főtanszakán tanult, Ferencsik János és Somogyi László növendékeként. Már 1946-tól rendszeresen látogatta Weiner Leó kamarazene óráit. Harmadéves karmesterszakosként bérleti hangversenyeken dirigálta a Magyar Állami Hangversenyzenekart és a Magyar Rádió szimfonikus zenekarát. Karmesterként Bukarestben képezte tovább magát Constantin Silvestrinél és George Georgescunál.
Tanulmányai végeztével, 1952 őszétől a Magyar Állami Hangversenyzenekar karmestere lett, 1953–1955 között a Szegedi Nemzeti Színház zenekarában tevékenykedett. Ezután a budapesti Operaházban dirigált (1955-1959), 1959–1969 között az Országos Filharmónia szólistakarmestereként működött. 1962-ben Otto Klemperer meghívására több hónapot töltött Londonban a nagy német karmester mellett.
Zeneakadémista korától rendszeresen tartott előadással bevezetett hangversenysorozatokat közönségnevelési célzattal. 1955-től A zene mindenkié címmel a Rádióban vezényelt és ismertetett hangversenyeket, számos rádiófelvételt is készített. 1959–1960-ban a Zeneművész Szakszervezet által fiatal muzsikusokból, főként zeneakadémiai és konzervatóriumi hallgatókból alakított szimfonikus zenekar élén kezdte meg Simon Albert alapvető pedagógiai munkáját, amely egy újfajta, magas igényű zenekari művészképzést tűzte céljául. 1965-től rendszeresen volt meghívott résztvevője a darmstadti kortárs zenei fesztiválnak.
1969-ben lett a budapesti Liszt Ferenc Zeneművészeti Főiskola tanára. A zenekari gyakorlat vezető tanáraként irányította az Akadémia zenekarát. Együttesével sok felejthetetlen hangversenyt, hangversenysorozatot adott. 1970–1981 között számos nagy koncertturnén ünnepelte a külföldi közönség is. Ebben az időben több lemezfelvételt készített. 1978 őszén Nyugat-Berlinben a nemzetközi Karajan zenekari versenyen ezüstérmet nyert együttesével. 1980-ban a párizsi Conservatoire-ba hívták meg vendégprofesszornak, ahol három évig tanított.
A hagyományos, 18. és 19. századi repertoár mellett Simon Albert nagy energiát fordított a 20. századi zene megismertetésére és előadására. Bartók Béla művészete egész életében foglalkoztatta: részletes analíziseket készített Bartók kompozícióiról, könyveket írt róla, 1983-ban a stuttgarti rádióban tartott Bartókról előadássorozatot. Divertimento tolmácsolása itthon és külföldön is nagy visszhangot keltett.. Hangversenyein a nagy klasszikusok, Bach, Haydn és Mozart, Berlioz és Bruckner mellett Webernt, Stravinskyt, Berget, Schönberget, Varèse-t és Stockhausent, Bartókot és kortárs magyar zeneszerzők műveit vezényelte és ismertette meg behatóan muzsikusaival és közönségével. 

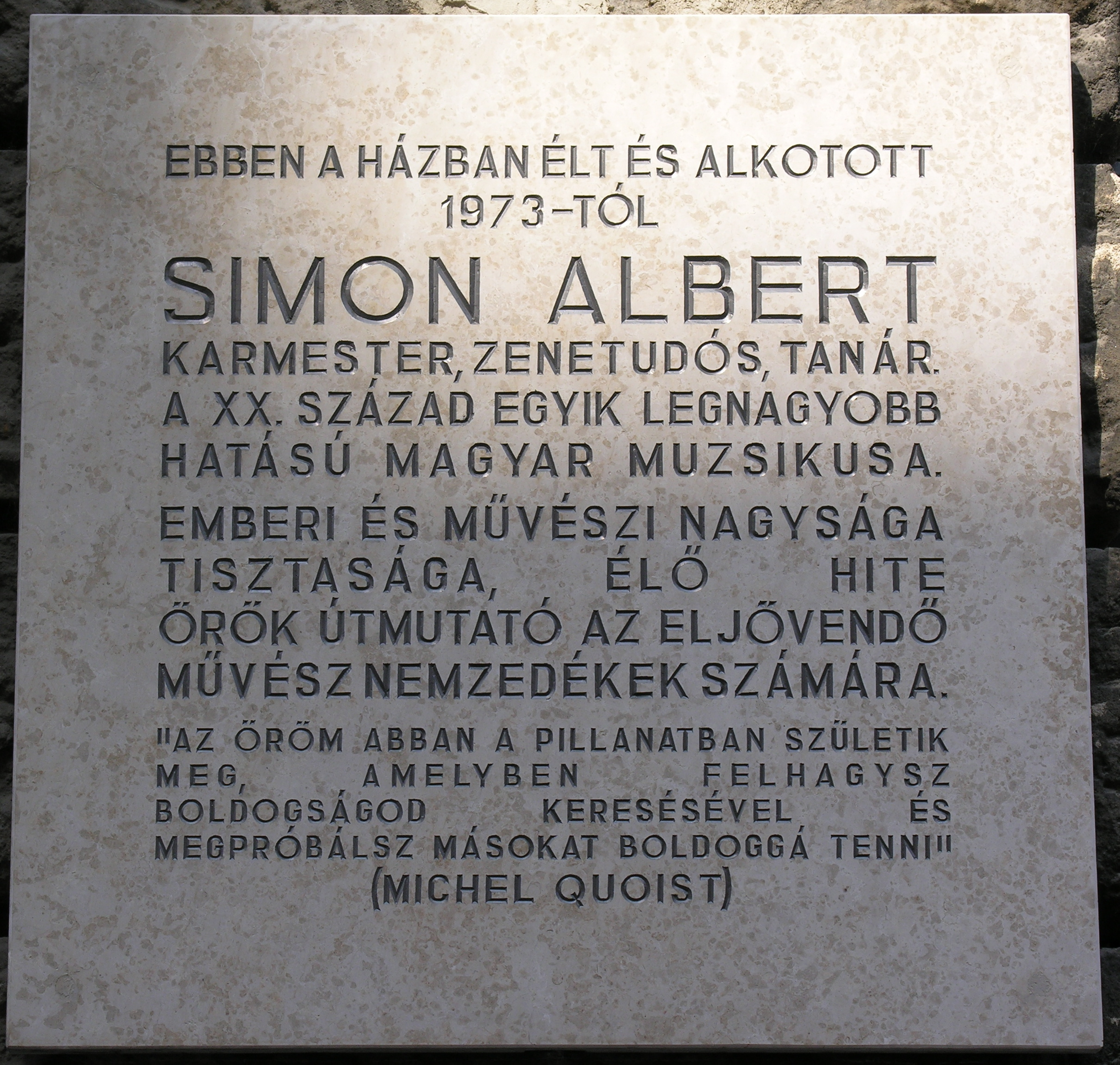
Emléktáblája egykori lakhelyén (V. ker., Zoltán utca 12)

Ő kezdeményezte 1969-ben az Új Zenei Stúdió megalapítását.
Az 1980-as évek második felétől egyre visszavonultabban élt, a tanítás mellett Bartók-könyvein dolgozott és egy zeneértő közönség felnevelésén munkálkodott.

## Díjai, kitüntetései
- Érdemes művész (1986)[4]
- A Magyar Köztársasági Érdemrend tisztikeresztje (1996)

## Munkássága, hatása
Simon Albert döntő hatást tett több magyar muzsikus-generáció szemléletére és nevelődésére. Weiner Leó tiszta zenei szemléletet képviselő tanári és Otto Klemperer klasszikus német tradíciójú karmesteri tevékenységének örököseként a zene lényegét és a zenélés felelősségét tanította muzsikusainak – nemcsak zenekara tagjainak, hanem mindenkinek, aki részt vett izzó légkörű, intenzív próbáin, hallgatta hangversenyeit, vagy alkalma volt beszélgetni vele. Nevelői és zenei előadói szemléletéről vall két idézet az 1970-es évek végén tett nyilatkozataiból: 
„Úgy érzem, hogy szakadatlan munkával minden elérhető és megvalósítható.” – „Meggyőződésem, hogy zenei érzéseket csak zene válthat ki. Csak a zenei történés megéléséből származhat úgynevezett átélés....” Az előadó felelősségét hangsúlyozva Simon Albert egy mozarti mondásra hivatkozott: Zenész játssza azt, ami a kottában van, de úgy, mintha ő maga írta volna. Erről beszélt egy 1979-es nyilatkozatában is: „... nem létezik komolyan vehető technika invenció nélkül. De az igazi mégiscsak az, amikor az invenció teremti meg a maga technikáját. Minden új mű eljátszása, vagy a már játszott mű újbóli előadása, megújulást kíván – és ígér az előadónak, ha lüktető életre akarja váltani a legnagyobbak kottafejekbe leírt igazságát.”